# Quark s
El quark s, simbolitzat {\displaystyle s}, també anomenat quark estrany, és un dels sis tipus o aromes de quark. És una partícula fonamental de la matèria (la major part de la qual està formada per quarks i leptons), que es caracteritza per tenir una càrrega elèctrica de –1/3 de la càrrega elemental, un isoespín feble (isoespín a la força nuclear feble) de –1/2 i una aroma de –1/2. La seva massa és d'entre 80 MeV/c² i 4 130 MeV/c². Com tots els quarks, té càrrega de color i és sensible a la gravetat i a la força nuclear forta. La seva antipartícula és l'antiquark s, que té càrrega d'anticolor.
Fou un dels tres primers quarks a ser postulat, amb els quarks u i d i amb la mateixa teoria de quarks del físic estatunidenc Murray Gell-Mann el 1964. El quark s pertany al grup de quarks de segona generació, i és més inestable que els de la primera (quarks u i d). La seva vida mitjana es considera que és curta, com la dels leptons de segona generació, però resulta molt difícil de mesurar a causa del seu confinament. Sí que se sap que els hadrons que forma es desintegren ràpidament.
Quan algun quark o antiquark s és present en un hadró, el dota d'un nombre quàntic anomenat «estranyesa», que ara es defineix com al nombre d'antiquarks s menys el nombre de quarks s, però que és un concepte que ja existia abans d'haver proposat la teoria de quarks i en particular el quark s. De fet, sembla que al començament aquest quark podria haver estat batejat com a ‘quark al costat’ (en anglès, sideways, que comença per la lletra s igual que strange) i va passar a anomenar-se ‘estrany’ més tard, quan hom el va incloure en el que aleshores es coneixia com a partícules estranyes, caracteritzades per tenir una vida mitjana estranyament més alta que la que hom podria esperar.

## Història

Estructura d'un kaó neutre.

Estudiant els raigs còsmics, els físics anglesos George D. Rochester (1908-2001) i Clifford C. Butler (1922-1999) descobriren els kaons. Sorprenentment, la vida mitjana era estranyament superior a la d'altres partícules de massa semblant, es desintegraven en uns 10−10 s quan s'esperava una vida mitjana més curta, de l'ordre dels 10−23 s. Descobriren dos tipus de partícules, anomenades aleshores mesó τ i mesó θ, que eren idèntiques en massa, i l'únic que aparentment les diferenciava era els seus processos de desintegració i el fet que els dos conjunts diferents de productes de desintegració tenien una paritat diferent. Actualment, s'anomenen kaó neutre {\displaystyle K^{0}} i antikaó neutre {\displaystyle {\bar {K}}^{0}}, i es desintegren segons les següents equacions:
{\displaystyle K^{0}\longrightarrow l^{+}+\nu _{l}+\pi ^{-},\quad {\bar {K}}^{0}\longrightarrow l^{-}+{\bar {\nu }}_{l}+\pi ^{+}}
on {\displaystyle l^{+}} representa un leptó positiu (positró, antimuó, antitau), {\displaystyle l^{+}} un leptó negatiu (electró, muó, tauó), {\displaystyle \nu _{l}} un neutrí associat al leptó, {\displaystyle {\bar {\nu }}_{l}} un antineutrí associat al leptó i {\displaystyle \pi ^{+}} i {\displaystyle \pi ^{-}} pions.

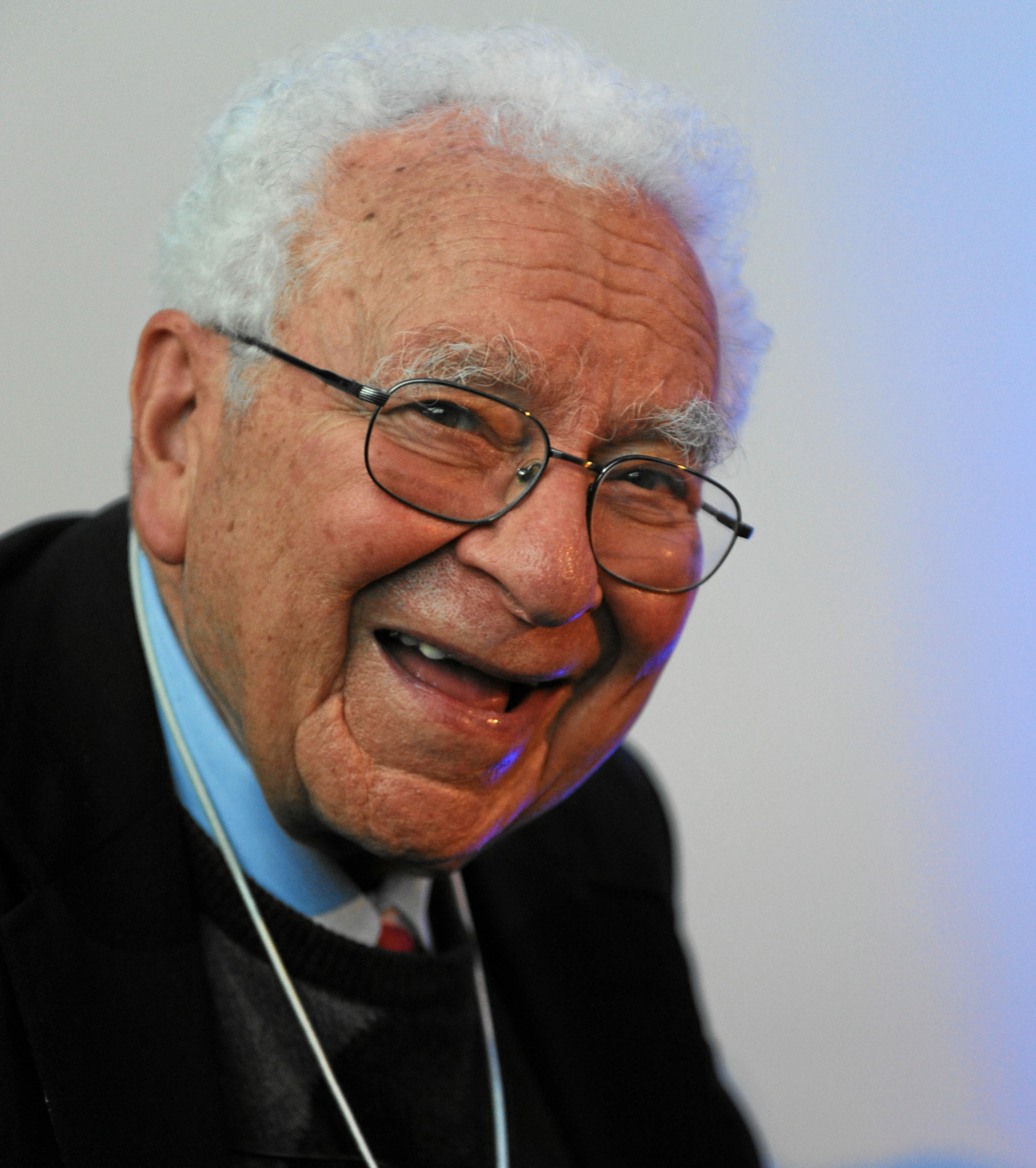
Murray Gell-Mann el 2012.

S'havien observat desintegracions de partícules per interaccions fortes o electromagnètiques que conservaven la paritat en les seves desintegracions. Fins i tot amb la violació de la paritat, es pensava que la combinació de conjugació de càrrega i paritat deixaria el sistema invariant (invariància CP). Un experiment de Cronin i Fitch el 1964 demostrà que hi havia una petita violació de CP en la desintegració del kaó. El 1953, el físic estatunidenc Murray Gell-Mann (1929-2019), en aquell moment a la Universitat de Chicago, i Kazuhiko Nishijima (1926-2009) a la Universitat d'Osaka, de manera independent, explicaren la llarga vida mitjana dels kaons proposant un número quàntic nou. Aquest número, anomenat de manera imaginativa «estranyesa», permet a les partícules que el posseeixin decaure, però només eliminant una unitat d'estranyesa cada vegada. Aquest procés relativament lent crea cascades escalonades de partícules successivament menys estranyes, acabant finalment en partícules amb estranyesa zero. L'estranyesa es conserva quan qualsevol partícula subatòmica interacciona mitjançant la força nuclear forta. Per altra banda, els físics teòrics Tsung-Dao Lee (1926) i Chen Ning Yang (1922) proposaren l'any 1956 que la paritat no calia conservar-se en desintegracions d'interacció febles. El 1957 la física estatunidenca d'origen xinès Chien-Shiung Wu (1912-1997) mostrà aquesta violació de la conservació de la paritat en la desintegració β del cobalt. Així l'estranyesa no es conserva en desintegracions produïdes per la força nuclear feble.
El 1964, Gell-Mann i George Zweig (1937), de forma independent, proposaren que els protons i neutrons estaven formats per un triplet de partícules més fonamentals, una amb càrrega de +2/3e i dues amb càrregues de –1/3e. Gell-Mann anomenà posteriorment els membres del seu triplet «quarks». Tota la matèria comuna es podia construir a partir del quark u amb càrrega +2/3e i el quark d amb càrrega –1/3e, tots dos amb un número d'estranyesa de zero. L'altre quark, el quark s, amb càrrega –1/3e tenia una quantitat d'estranyesa; afegint aquests quarks «estranys» a la combinació es podien explicar les partícules amb un comportament «estrany».

## Propietats
El quark s té una càrrega elèctrica de –⅓e, essent e la càrrega elèctrica elemental 1,602 × 10–19 C, igual que els quarks d i b. Com els electrons i la resta de quarks, se suposa que és una partícula puntual, això és, no té volum. L'espín del quark s val ½, l'isoespín 0, el nombre bariònic ⅓ i el nombre quàntic estranyesa S = –1. Els seus nombres quàntics encant C, bellesa B i veritat T valen zero. Com la resta de quarks no existeix aïllat, ni se'l pot aïllar, i es presenta combinat amb d'altres, formant mesons de dos quarks i barions de tres quarks. Les propietats del quark s figuren a la següent taula i es comparen amb les dels altres quarks.
| Nom     | Símbol            | Espín | Component de l'isoespín, I₃ | Càrrega elèctrica (e) | Nombre bariònic | Estranyesa, S | Encant, C | Bellesa, B | Veritat, T | Massa (GeV/c²) |
| ------- | ----------------- | ----- | --------------------------- | --------------------- | --------------- | ------------- | --------- | ---------- | ---------- | -------------- |
| Quark u | {\displaystyle u} | 1/2   | +1/2                        | +2/3                  | 1/3             | 0             | 0         | 0          | 0          | 0,002 16       |
| Quark d | {\displaystyle d} | 1/2   | –1/2                        | –1/3                  | 1/3             | 0             | 0         | 0          | 0          | 0,004 67       |
| Quark s | {\displaystyle s} | 1/2   | 0                           | –1/3                  | 1/3             | –1            | 0         | 0          | 0          | 0,0934         |
| Quark c | {\displaystyle c} | 1/2   | 0                           | +2/3                  | 1/3             | 0             | +1        | 0          | 0          | 1,27           |
| Quark b | {\displaystyle b} | 1/2   | 0                           | –1/3                  | 1/3             | 0             | 0         | –1         | 0          | 4,18           |
| Quark t | {\displaystyle t} | 1/2   | 0                           | +2/3                  | 1/3             | 0             | 0         | 0          | +1         | 172,69         |

L'antipartícula del quark s és l'antiquark s, que només es diferencia perquè algunes de les seves propietats són d'igual magnitud, però de signe oposat: així la càrrega elèctrica que el quark s la té de –⅓e i l'antiquark s de +⅓e, el nombre bariònic de l'antiquark s és –⅓ i el nombre quàntic estranyesa 1.

## Mesons i barions amb quarkss

### Taula dels mesons més importants
| Partícula      | Símbol | Antipartícula | Composició                                                                | Massa (MeV/c2) | Estranyesa, S | Encant, C | Bellesa, B | Vida mitjana {\displaystyle \tau } (ns) | Modes decaïment |
| -------------- | ------ | ------------- | ------------------------------------------------------------------------- | -------------- | ------------- | --------- | ---------- | --------------------------------------- | --------------- |
| Kaó            | K+     | K–            | {\displaystyle u{\bar {s}}}                                               | 493,7          | +1            | 0         | 0          | 12,4                                    | μ+νμ, π+π0      |
| Kaó            | K0s    | K0s           | 1*                                                                        | 497,7          | +1            | 0         | 0          | 0,089                                   | π+π-,2π0        |
| Kaó            | K0L    | K0L           | 1*                                                                        | 497,7          | +1            | 0         | 0          | < 52                                    | π+e-νe          |
| Mesó eta       | η0     | Self          | {\displaystyle {\frac {u{\bar {u}}+d{\bar {d}}-2s{\bar {s}}}{\sqrt {6}}}} | 548,8          | 0             | 0         | 0          | < 10–6                                  | 2γ, 3μ          |
| Mesó eta prima | η0'    | Self          | {\displaystyle {\frac {u{\bar {u}}+d{\bar {d}}-2s{\bar {s}}}{\sqrt {6}}}} | 958            | 0             | 0         | 0          | ...                                     | π+π-η           |
| Mesó phi       | φ      | Self          | {\displaystyle s{\bar {s}}}                                               | 1 020          | 0             | 0         | 0          | 20 × 10–14                              | K+K-,K0K0       |
| Mesó D         | D+s    | D–s           | {\displaystyle c{\bar {s}}}                                               | 1 969          | +1            | +1        | 0          | 4,7 × 10–4                              | K + _           |
| Mesó Bs        | Bs0    | Bs0           | {\displaystyle s{\bar {b}}}                                               | 5 370          | –1            | 0         | –1         | ...                                     | B-s + _         |

### Taula dels barions més importants
| Partícula             | Símbol                                         | Quarks                             | Spin                                                       | Massa (MeV/c²) | Estranyesa, S | Encant, C | Bellesa, B | Vida mitjana, τ (ps) | Desintegracions més importants |
| --------------------- | ---------------------------------------------- | ---------------------------------- | ---------------------------------------------------------- | -------------- | ------------- | --------- | ---------- | -------------------- | --- |
| Xi neutra             | {\displaystyle \mathrm {\Xi ^{0}} \,\!}        | {\displaystyle \mathrm {uss} \,\!} | {\displaystyle {\begin{matrix}{\frac {1}{2}}\end{matrix}}} | 1 314,83       | −2            | 0         | 0          | 290                  | {\displaystyle {\begin{matrix}{}_{\Xi ^{0}\,\rightarrow \,\Lambda ^{0}+\pi ^{0}}&{}_{99,52\%}\\{}_{\Xi ^{0}\,\rightarrow \,\Sigma ^{0}+\gamma }&{}_{0,33\%}\end{matrix}}}                               |
| Xi negativa           | {\displaystyle \mathrm {\Xi ^{-}} \,\!}        | {\displaystyle \mathrm {dss} \,\!} | {\displaystyle {\begin{matrix}{\frac {1}{2}}\end{matrix}}} | 1 321,31       | −2            | 0         | 0          | 164                  | {\displaystyle {\begin{matrix}{}_{\Xi ^{-}\,\rightarrow \,\Lambda ^{0}+\pi ^{-}}&{}_{99,88\%}\end{matrix}}}                                                                                             |
| Omega                 | {\displaystyle \mathrm {\Omega ^{-}} \,\!}     | {\displaystyle \mathrm {sss} \,\!} | {\displaystyle {\begin{matrix}{\frac {3}{2}}\end{matrix}}} | 1 672,45       | −3            | 0         | 0          | 82,1                 | {\displaystyle {\begin{matrix}{}_{\Omega ^{-}\,\rightarrow \,\Lambda ^{0}+K^{-}}&{}_{67,8\%}\\{}_{\Omega ^{-}\,\rightarrow \,\Xi ^{0}+\pi ^{-}}&{}_{23,6\%}\\\end{matrix}}}                             |
| Omega encantada       | {\displaystyle \mathrm {\Omega _{c}^{0}} \,\!} | {\displaystyle \mathrm {ssc} \,\!} | {\displaystyle {\begin{matrix}{\frac {1}{2}}\end{matrix}}} | 2 697,5        | −2            | +1        | 0          | 0,069                | {\displaystyle {\begin{matrix}{}_{\Omega _{c}^{0}\,\rightarrow \,\Sigma ^{+}+K^{-}+K^{-}+\pi ^{+}}&{}_{??\,\%}\\{}_{\Omega _{c}^{0}\,\rightarrow \,\Xi ^{0}+K^{-}+\pi ^{+}}&{}_{??\,\%}\\\end{matrix}}} |
| Xi positiva encantada | {\displaystyle \mathrm {\Xi _{c}^{+}} \,\!}    | {\displaystyle \mathrm {usc} \,\!} | {\displaystyle {\begin{matrix}{\frac {1}{2}}\end{matrix}}} | 2 468          | −1            | +1        | 0          | 0,442                | {\displaystyle {\begin{matrix}{}_{\Xi _{c}^{+}\,\rightarrow \,\Xi ^{0}+\pi ^{+}+\pi ^{0}}&{}_{??\,\%}\\{}_{\Xi _{c}^{+}\,\rightarrow \,\Xi ^{0}+e^{+}+\nu _{e}}&{}_{??\,\%}\\\end{matrix}}}             |
| Xi neutra encantada   | {\displaystyle \mathrm {\Xi _{c}^{0}} \,\!}    | {\displaystyle \mathrm {dsc} \,\!} | {\displaystyle {\begin{matrix}{\frac {1}{2}}\end{matrix}}} | 2 471          | −1            | +1        | 0          | 0,112                | {\displaystyle {\begin{matrix}{}_{\Xi _{c}^{0}\,\rightarrow \,p+K^{-}+K^{-}+\pi ^{+}}&{}_{??\,\%}\\{}_{\Xi _{c}^{0}\,\rightarrow \,\Lambda ^{0}+K_{S}^{0}}&{}_{??\,\%}\\\end{matrix}}}                  |